# Neillsville (Wisconsin)
Neillsville es una ciudad ubicada en el condado de Clark en el estado estadounidense de Wisconsin. En el Censo de 2010 tenía una población de 2.463 habitantes y una densidad poblacional de 331,35 personas por km².

## Geografía
Neillsville se encuentra ubicada en las coordenadas 44°33′37″N 90°35′27″O / 44.56028, -90.59083. Según la Oficina del Censo de los Estados Unidos, Neillsville tiene una superficie total de 7.43 km², de la cual 7.17 km² corresponden a tierra firme y (3.55%) 0.26 km² es agua.

## Demografía
Según el censo de 2010, había 2.463 personas residiendo en Neillsville. La densidad de población era de 331,35 hab./km². De los 2.463 habitantes, Neillsville estaba compuesto por el 96.18% blancos, el 0.41% eran afroamericanos, el 0.73% eran amerindios, el 1.06% eran asiáticos, el 0% eran isleños del Pacífico, el 0.89% eran de otras razas y el 0.73% pertenecían a dos o más razas. Del total de la población el 2.31% eran hispanos o latinos de cualquier raza.